# Althofen
Althofen è un comune austriaco di 4 791 abitanti nel distretto di Sankt Veit an der Glan, in Carinzia; ha lo status di città (Stadtgemeinde). Nel 1973 ha inglobato il comune soppresso di Töschelsdorf, che era stato istituito nel 1873 per scorporo dalla città di Friesach.

## Monumenti e luoghi d'interesse
- Castello di Töscheldorf, nell'omonima frazione.